# Sonata
Sonata (/səˈnɑːtə/, Tiếng Ý: [soˈnaːta]; sonate, sonare) là một thuật ngữ chỉ định một loạt các hình thức sáng tác, đến thời kỳ cổ điển có tầm quan trọng ngày một tăng và đầu thế kỷ 19 đại diện cho một nguyên tắc sáng tác các tác phẩm quy mô lớn. Sau thời kỳ Baroque hầu hết các tác phẩm được thực hiện bởi một nhạc cụ độc tấu, thường là một nhạc cụ chính (solo), hoặc bởi một nhạc cụ độc tấu (solo) đi kèm với một nhạc cụ phụ họa.
Về hình thức soạn một sonata cũng giống như Concerto là từ 2 đến 4 phần, thường thấy là 3 (movement). Một nhạc cụ solo chính và có khi cùng một nhạc cụ phụ. Bản Sonata Ánh Trăng nổi tiếng chính là phần thứ nhất của bản Piano sonata thứ 14 của Beethoven.

## Các nhà soạn nhạc nổi bật
- Arcangelo Corelli
- Domenico Scarlatti
- Antonio Vivaldi
- Joseph Haydn
- Luigi Boccherini
- Wolfgang Amadeus Mozart
- Ludwig van Beethoven
- Frédéric Chopin
- Felix Mendelssohn
- Robert Schumann
- Franz Liszt
- Johannes Brahms
- Sergei Rachmaninoff